# باتريك د. سميث
باتريك د. سميث (بالإنجليزية: Patrick D. Smith)‏‏ (8 أكتوبر 1927 في ديلو - 26 يناير 2014 ) روائي من الولايات المتحدة.

## الجوائز
- عضوية قاعة شرف فناني فلوريدا  [لغات أخرى]‏